# 서촉 명씨
서촉 명씨(西蜀明氏)는 한국의 성씨이다. 대하(大夏)의 황제 명옥진(明玉珍)의 아들 명승(明昇)이 1372년(공민왕 21년) 고려에 귀화하였다.

## 역사
서촉 명씨(西蜀 明氏) 도시조 명옥진(明玉珍, 1330년~1366년)은 중국 호북성 수주(隨州) 사람이다. 원(元)나라가 기울어 가는 시기 서수휘(徐壽輝)의 무장(武將)이 되어 원군(元軍)과 싸웠고, 중경(重慶)을 함락시켜 그곳을 근거로 사천(四川) 지방을 평정했다. 1360년(지정(至正) 20년) 서수휘가 부하에게 살해되자, 1362년 자립하여 촉왕(蜀王)이란 칭호에 대하(大夏)를 세웠다. 나라를 8도(道)로 나누고, 주제(周制)를 본받아 관제(官制)를 두었으며, 세금을 경감하고 과거를 시행하는 등 선정(善政)을 베풀었지만 재위 5년 만에 병으로 사망하였다.
1366년에 명옥진은 죽고 아들 명승(明昇)이 왕위를 이었으나, 당시에 새로 건국한 명나라 태조 주원장(朱元璋) 세력에 명승은 어머니 팽씨(彭氏)와 함께 가족을 거느리고 고려로 내려왔다.
명옥진은 원래 민(旻)씨였으나 명(明)씨로 바꾸었고, 이는 명나라 태조 주원장이 국호를 '대명(大明)'으로 정한 것과 비슷한 이유였다. 당시 한족들이 원나라에 대항하면서 백련교 일명 '명교(明敎)'를 숭상했기 때문이기도 했다. 그나마 혹시 중국에 남아있었을지도 모를 명씨들은 장헌충의 전설적 학살 등으로 사라졌을 것이다.
고려에 귀화하자 같은 해 6월에 공민왕은 이들에게 저포(苧布) 9필을 하사하였다. 이듬해 총랑(摠郎) 윤희종(尹熙宗)의 딸과 혼인했으며, 이후 개경(開京)에서 살았다.조선이 개창되자 왕족으로서의 예우를 받았으며, 태종 때는 화촉군(華蜀君)에 봉해지고 충훈세록(忠勳世錄)이 하사되었다. 죽은 뒤 황해도 연안(延安)에 사당이 세워졌다.

## 분파
명승의 네 아들을 파조로 하여 분파되었는데, 명의(明儀)는 자헌공파(資憲公派), 명현(明俔)은 총랑공파(摠郞公派), 명준(明俊)은 부사공파(副使公派), 명신(明信)은 시랑공파(侍郞公派)의 파조가 되었다. 황해도 연안은 자헌공 명의(明儀)의 후손들이 뿌리를 내렸던 지역으로 선조의 유적이 있는 곳으로 일부에서는 아직도 관향을 연안으로 쓰고 있으나 1986년에 간행된 명씨대동보에서는 서촉과 연안의 합본으로 되어 있다.

### 이성동본
승(昇)씨도 명승을 시조로 하고 있는 혈손이며, 
원래 성씨 민(旻)씨도 서로 혼인을 하지 않았다.
- 명광계(明光啓, 1543년~1592년): 진사 명세겸(明世謙)의 아들. 개성 출신. 1573년(선조 6) 진사시에 합격하고 1576년 식년문과에 병과로 급제하여, 사헌부와 사간원에서 벼슬을 지냈다. 1592년 평택현감으로 나갔을 때 임진왜란이 일어나자, 휘하의 정예병 수백인을 거느리고 출전, 조헌(趙憲) 등이 이끄는 의병과 합세하여 청주에서 왜적을 크게 무찌르고 이어 금산(錦山)전투에서 조헌 등과 함께 전사하였다.[6] 선조는 이를 가상히 여겨 그의 자손을 등용하라는 명을 내렸다.
- 명정구(明廷耉, 1651년~?): 1693년(숙종 19) 식년 문과에 급제하여 예조좌랑(禮曹佐郞), 연원찰방(連原察訪), 은계도찰방(銀溪道察訪), 보령현감(保寧縣監) 등을 지냈다.
- 명범석(明範錫, 1865년~?): 1880년(고종 17년) 문과에 급제하여 연안군수를 역임하며 선정을 베풀어 생비(生碑)가 세워졌다.
- 명완벽(明完璧, 1842년 ∼ 1929년): 한말 국악사, 가야금 연주자
- 명화섭(明華燮, 1927년~): 제12대 국회의원
- 명의식(明宜植, 1934년~2024년): 충남 청양출신. 서울대농경제학과, 국회사무관, 농수산부 차관보, 축협중앙회 회장, 전 명씨대종회 회장
- 명위진(明渭鎭, 1941년~): 대아공무주식회사 회장, 현 재단법인 대하장학회 설립자, 이사장
- 명노승(明魯昇, 1946년~): 제45대 법무부 차관, 현 법무법인 강남 대표변호사
- 명동성(明東星, 1953년~): 제34대 법무연수원 원장, 제50대 서울중앙지방검찰청 검사장, 현 법무법인 세종 대표변호사, 현 명씨대종회 회장
- 명영철(明煐喆, 1954년~): 제4대 SK 와이번스 단장
- 명형섭(明亨燮, 1957년~): 대상 대표이사 사장
- 명광주(明光周, 1958년~): 한성대학교 교수, 학생처장, 현 예술대학원장
- 명승환 (明承煥, 1963년~): 현 인하대 교수, 정책대학원장, 한국정책학회회장, 대통령직속 디지털뉴딜 부분과장, 국무총리실 정부업무평가위원, 감사원자체감사활동위원,  관세청 자체업무평가위원
- 명승권(明承權, 1968년~): 국립암센터 국제암대학원대학교 암의생명과학과 교수
- 명순구(明淳龜, 1962년~): 고려대학교 법학전문대학원 교수, 원장
- 명광민(明光敏, 1959년~): 충남 청양군 거주.명씨족보 임진보(1892) 명기상의 후손. 명씨족보 을축보(1925) 명의경, 명요진의 후손.명씨 최초족보 1701 명씨 신사보 명이례의 계출손. 현 명씨대종회 청양청년회장.향토 유학자. 보학자.
- 명노창(1970년~): 클래식기타 제작가
- 명준표(1979년~): 직업환경의학과
- 명현(明賢, 1970년~): 국악학자, 국립남도국악원 4대 원장
- 명대관(明大觀, 1982년 ~): 고려대학교 법학.그는 전국 최연소 삼성화재 지점장 출신이다.
- 명로진(明魯鎭, 1966년~): 배우
- 명세빈(明世彬, 1975년~): 배우
- 명윤백(明胤伯, 1992년~): 예능인. 새드개스 대표
- 명승호(明昇鎬, 1994년~): 축구 선수
- 명동수(明東秀, 1995년~): 승강기 보수기사

## 과거 급제자
서촉 명씨는 조선시대 문과 급제자 4명, 무과 급제자 3명, 생원·진사 15명을 배출하였다.
문과
명광계(明光啓) 명범석(明範錫) 명정구(明廷耉) 명하율(明夏律)
무과
명달해(明達海) 명성일(明成逸) 명진흥(明進興)
생원시
명만년(明萬年) 명이협(明离協) 명제긍(明濟兢) 명해천(明海天)
진사시
명광계(明光啓) 명내갑(明乃甲) 명만경(明萬鏡) 명세겸(明世謙) 명윤덕(明允悳) 명이준(明履濬) 명재형(明在衡) 명제인(明濟仁) 명주전(明周典) 명해붕(明海鵬) 명해종(明海宗)

## 집성촌
- 전남 해남군 화산면 석호리
- 평안북도 영변군 소림면 산동
- 평안북도 영변군 팔원면 화평동
- 평안북도 영변군 남송면 연산동
- 평안북도 태천군
- 평안북도 삭주군 수풍면 용흥동, 인풍동
- 평안북도 삭주군 양산면 답풍동